# Lovitură de colț (fotbal)

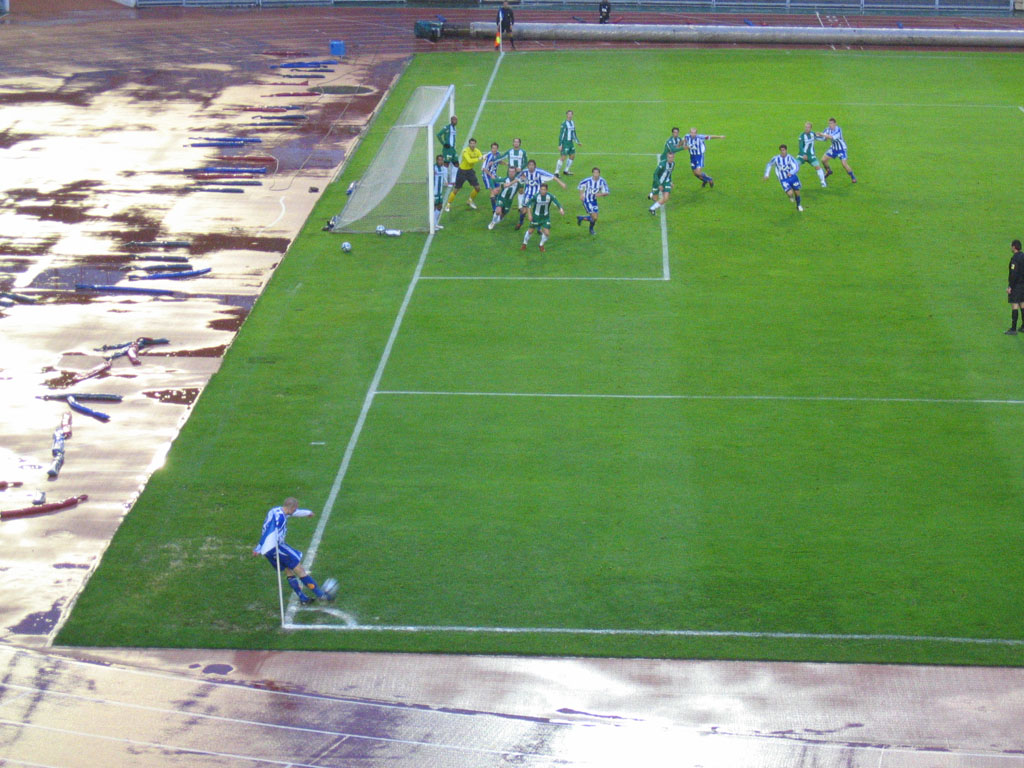
Executarea unui corner.

Lovitura de colț, uzual numită și corner (colț, traducere din limba engleză) se acordă atunci când mingea iese de pe suprafața de joc, după linia porții, fiind atinsă de un membru al echipei aflată în apărare. Aceasta se execută din colțul terenului de joc, din partea în care mingea a părăsit terenul.